# Kombinacja norweska na Mistrzostwach Świata w Narciarstwie Klasycznym 1985
Zawody w kombinacji norweskiej na XXII Mistrzostwach świata w narciarstwie klasycznym odbyły się w dniach 17 stycznia - 25 stycznia 1985 w austriackim Seefeld in Tirol.

## Wyniki

### Gundersen K 90/15 km
- Data 17-18 stycznia 1985

| Medal | Zawodnik            | Narodowość | Wynik  |
| ----- | ------------------- | ---------- | ------ |
|       | Hermann Weinbuch    | RFN        | 410,10 |
|       | Geir Andersen       | Norwegia   | 399,84 |
|       | Jouko Karjalainen   | Finlandia  | 396,60 |
| 4     | Heiko Hunger        | NRD        | 391,75 |
| 5     | Fredy Glanzmann     | Szwajcaria | 390,32 |
| 6     | Uwe Dotzauer        | NRD        | 386,88 |
| 7     | Gianpaolo Mosele    | Włochy     | 384,17 |
| 8     | Hallstein Bøgseth   | Norwegia   | 381,43 |
| 9     | Andreas Schaad      | Szwajcaria | 380,11 |
| 10    | Siergiej Czerwiakow | ZSRR       | 377,50 |
| ...   |                     |            |        |
| 17    | Tadeusz Bafia       | Polska     | ?      |
| ?     | Janusz Guńka        | Polska     | ?      |

### Sztafeta 3 × 10 km
- Data 24-25 stycznia 1985

| Medal | Zawodnik                                             | Narodowość     | Wynik   |
| ----- | ---------------------------------------------------- | -------------- | ------- |
|       | Thomas Müller Hubert Schwarz Hermann Weinbuch        | RFN            | 1276,90 |
|       | Geir Andersen Espen Andersen Hallstein Bøgseth       | Norwegia       | 1256,02 |
|       | Jyri Pelkonen Jukka Ylipulli Jouko Karjalainen       | Finlandia      | 1202,60 |
| 4     | Ołeksandr Proswirnin Allar Levandi Aleksandr Majorow | ZSRR           | 1199,34 |
| 5     | Oliver Warg Heiko Hunger Uwe Dotzauer                | NRD            | 1174,58 |
| 6     | Tadeusz Bafia Karol Kołtaś Janusz Guńka              | Polska         | 1166,58 |
| 7     | Klaus Sulzenbacher Günther Csar Werner Schwarz       | Austria        | 1150,96 |
| 8     | Ján Klimko František Repka Karol Tatranský           | Czechosłowacja | 1138,88 |